# اولنا کریویتسکا
اولنا کریویتسکا (اوکراینی: Олена Сергіївна Кривицька، آوانگاری: Olena Sehijjivna Kryvyc'ka؛ زادهٔ ۲۳ فوریهٔ ۱۹۸۷) شمشیرباز اهل اوکراین است.